# Girauvoisin
Girauvoisin település Franciaországban, Meuse megyében. Lakosainak száma 77 fő (2022. január 1.). Girauvoisin Apremont-la-Forêt, Boncourt-sur-Meuse, Frémeréville-sous-les-Côtes, Saint-Julien-sous-les-Côtes és Vignot községekkel határos.

## Népesség
A település népességének változása:
| Lakosok száma | 81   | 60   | 72   | 77   | 68   | 69   | 77   | 81   | 82   | 77   |
|               | 1968 | 1982 | 1990 | 2006 | 2013 | 2015 | 2017 | 2019 | 2020 | 2022 |